# Gare de Dublin Heuston
Heuston Station est une des deux principales gares de Dublin (avec la gare de Dublin-Connolly). La gare est le départ/terminus des lignes en direction du sud, du sud-ouest et de l'ouest de l’Irlande.
Heuston Station est gérée par Iarnród Éireann, l'opérateur national des transports ferroviaires en Irlande. Le principal dépôt de maintenance technique est situé à près de 3 km de la gare sur le site de Inchicore. Heuston Station est reliée à Connolly Station, l'autre grande gare de Dublin, par la ligne rouge du Luas le tramway dublinois. Il existe aussi une voie ferrée reliant Heuston à Connolly via Islandbridge Station, mais elle est utilisée que pour les transports de fret.
À l'origine Heuston Station s'appelait Kingsbridge Station. Elle fut ouverte en 1846 et renommée en 1966 en hommage à Seán Heuston, fusillé après l’insurrection de Pâques 1916, et qui avait travaillé dans les chemins de fer.
La gare a été récemment rénovée. On y a intégré une galerie commerçante avec magasins et cafés restaurants.